# Porschehütte

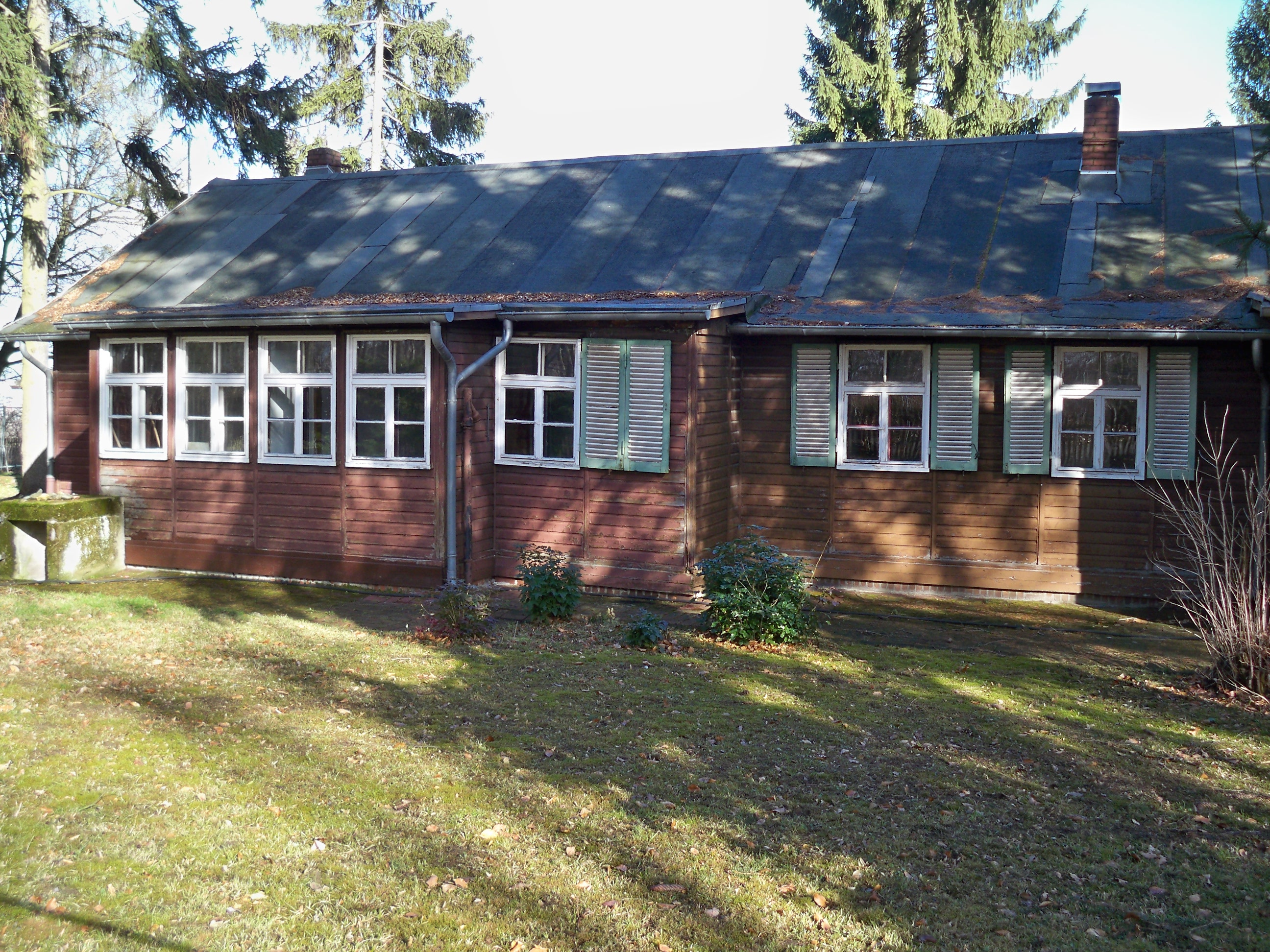
Porschehütte

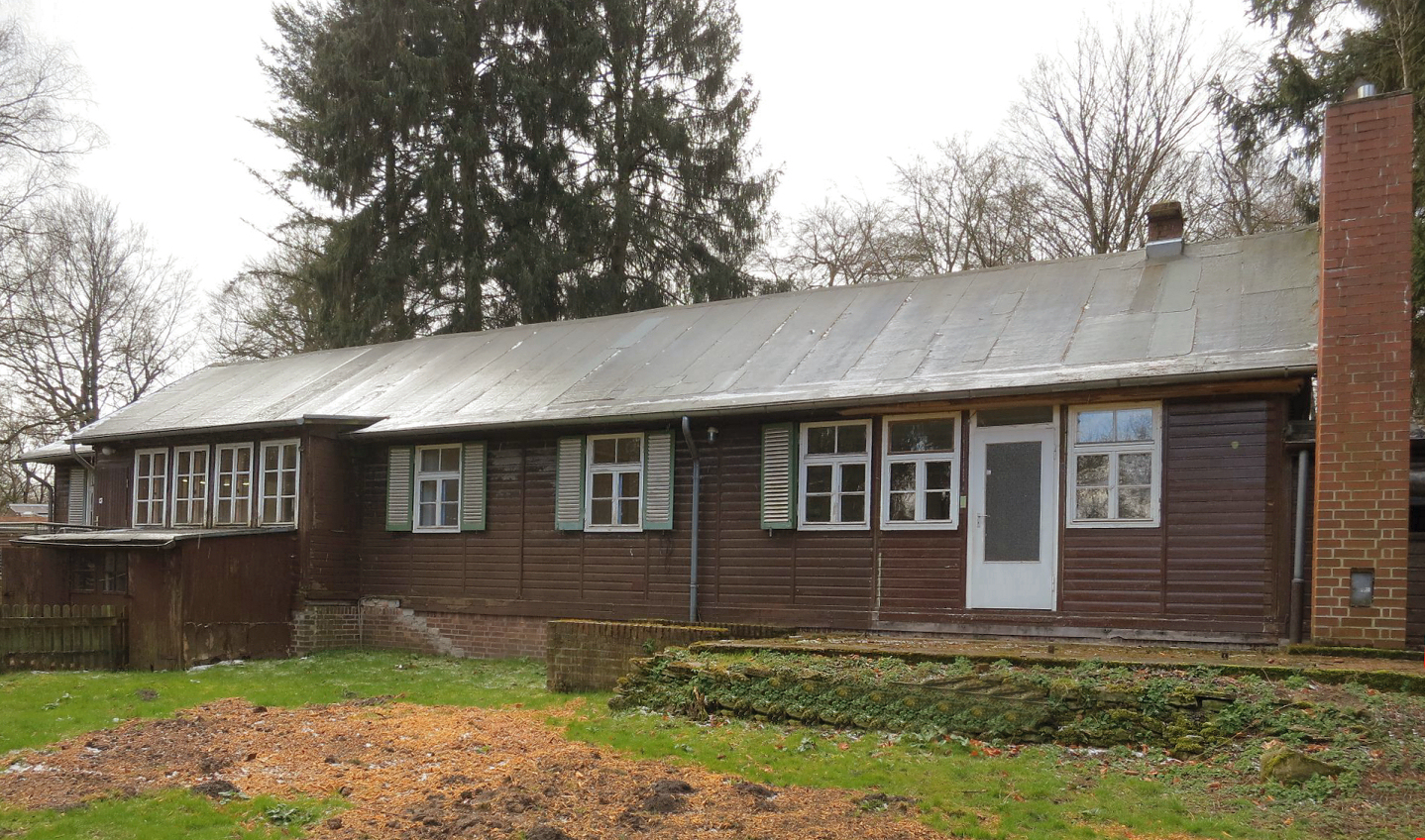
Rückseite mit Eingang

Die Porschehütte ist ein  denkmalgeschütztes Holzgebäude auf dem Klieversberg der Stadt Wolfsburg in Niedersachsen. Der Automobilkonstrukteur Ferdinand Porsche errichtete es 1938 als Wohn- und Arbeitsstätte in der damaligen  Stadt des KdF-Wagens bei Fallersleben, dem Vorläufer von Wolfsburg.

## Beschreibung
Die Porschehütte ist rund 23 Meter langes und etwa 10 Meter breites Gebäude und steht auf dem Grundstück Sauerbruchstraße 9. Der eingeschossige holzverschalte Fachwerkbau erweckt optisch den Eindruck einer Baracke.
Anfang der 1980er Jahre wurde nach über 15-jährigem Leerstand an einen Abriss des maroden Bauwerks gedacht. Ab 1982 wurde die Hütte von einem Künstlerehepaar renoviert und als Wohnhaus, Galerie und Atelier genutzt. 1987 erwarb die Stadt Wolfsburg die Hütte von der Volkswagen AG, um sie vor dem Verfall zu retten. 2008 kaufte das Unternehmen sie für 100.000 Euro zurück. 2012 zog das Künstlerehepaar in einen auf dem Nachbargrundstück Sauerbruchstraße 11 errichteten Neubau um. Nach 2012 folgte ein mehrjähriger Leerstand der Hütte, der sich nachteilig auf die Gebäudesubstanz auswirkte. 2018 kam es zu einer denkmalgerechten Sanierung, bei der der ursprüngliche Zustand wieder hergestellt wurde. Zeitweise gab es seitens der Eigentümerin Überlegungen, die Hütte als Volkswagen-Dokumentationszentrum auszubauen. 2020 hatte die Volkswagen AG noch nicht über die zukünftige Nutzung des Gebäudes entschieden.
Die Denkmaleigenschaft der Porschehütte beruht auf ihrer geschichtlichen Bedeutung. Das Bauwerk ist neben dem Preußischen Neumessungsamt von 1938 (heute als Jugendhaus Ost genutzt) und der ehemaligen Kapelle auf dem Waldfriedhof von 1943 (heute als Abstellraum genutzt) eine von drei denkmalgeschützten Barackenbauten aus der Zeit der Stadtgründung in Wolfsburg.